# Retrato de Herman Doomer

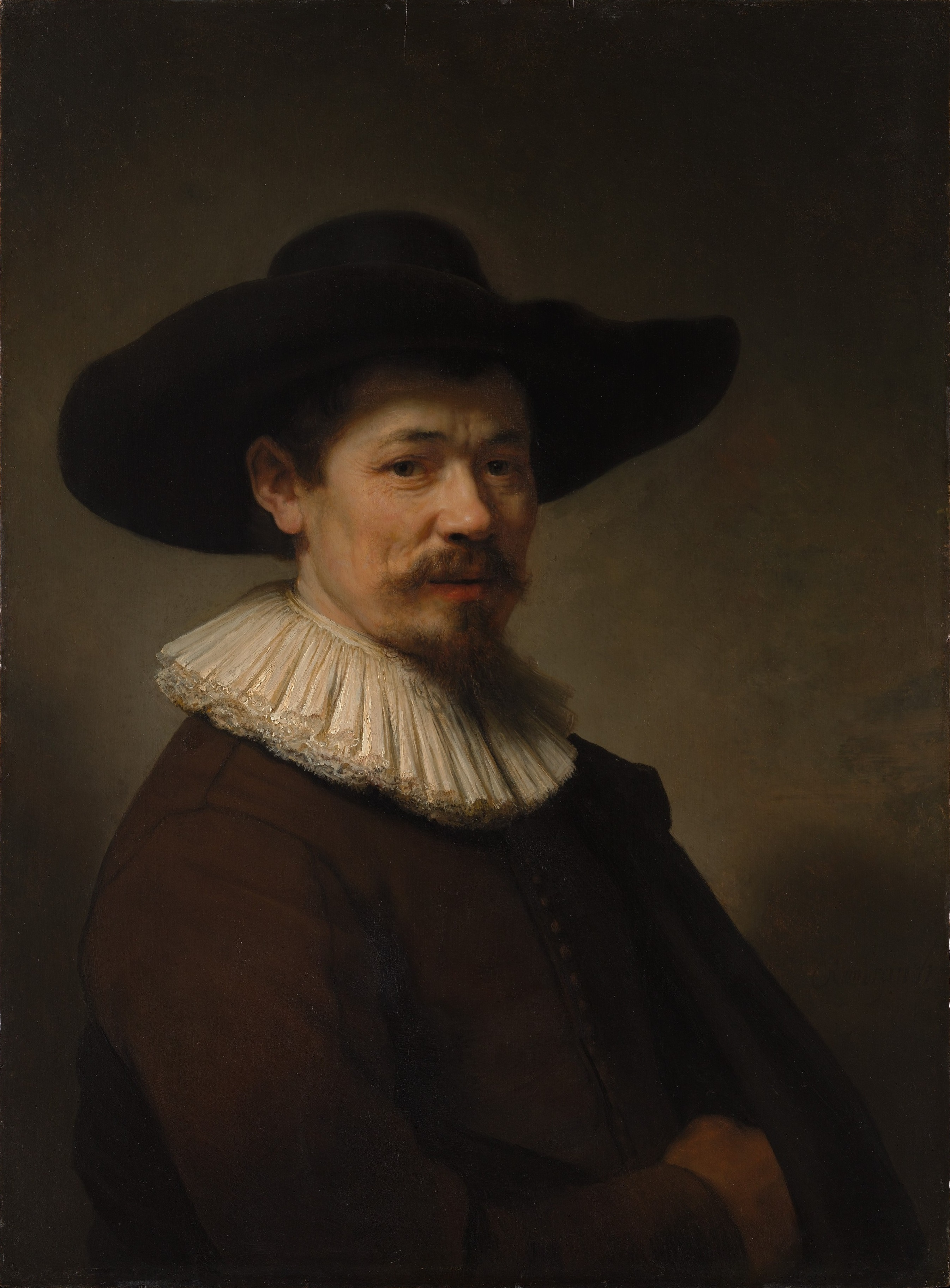
Retrato de Herman Doomer, 1640.

Retrato de Herman Doomer es una pintura de Rembrandt en el Museo Metropolitano de Arte de Nueva York .

## Presentación
Representa al fabricante de muebles de Ámsterdam Herman Doomer. Doomer es mencionado en el siglo XVII como un 'ebanista' y no solo fabricó gabinetes y armarios ricamente decorados, sino también muchos marcos de cuadros. Probablemente entró en contacto con el pintor Rembrandt van Rijn como fabricante de marcos. Sin embargo, no es del todo seguro si realmente suministró marcos a Rembrandt. El retrato en sí tiene un marco del siglo XVII, pero este tampoco se puede atribuir a Doomer.

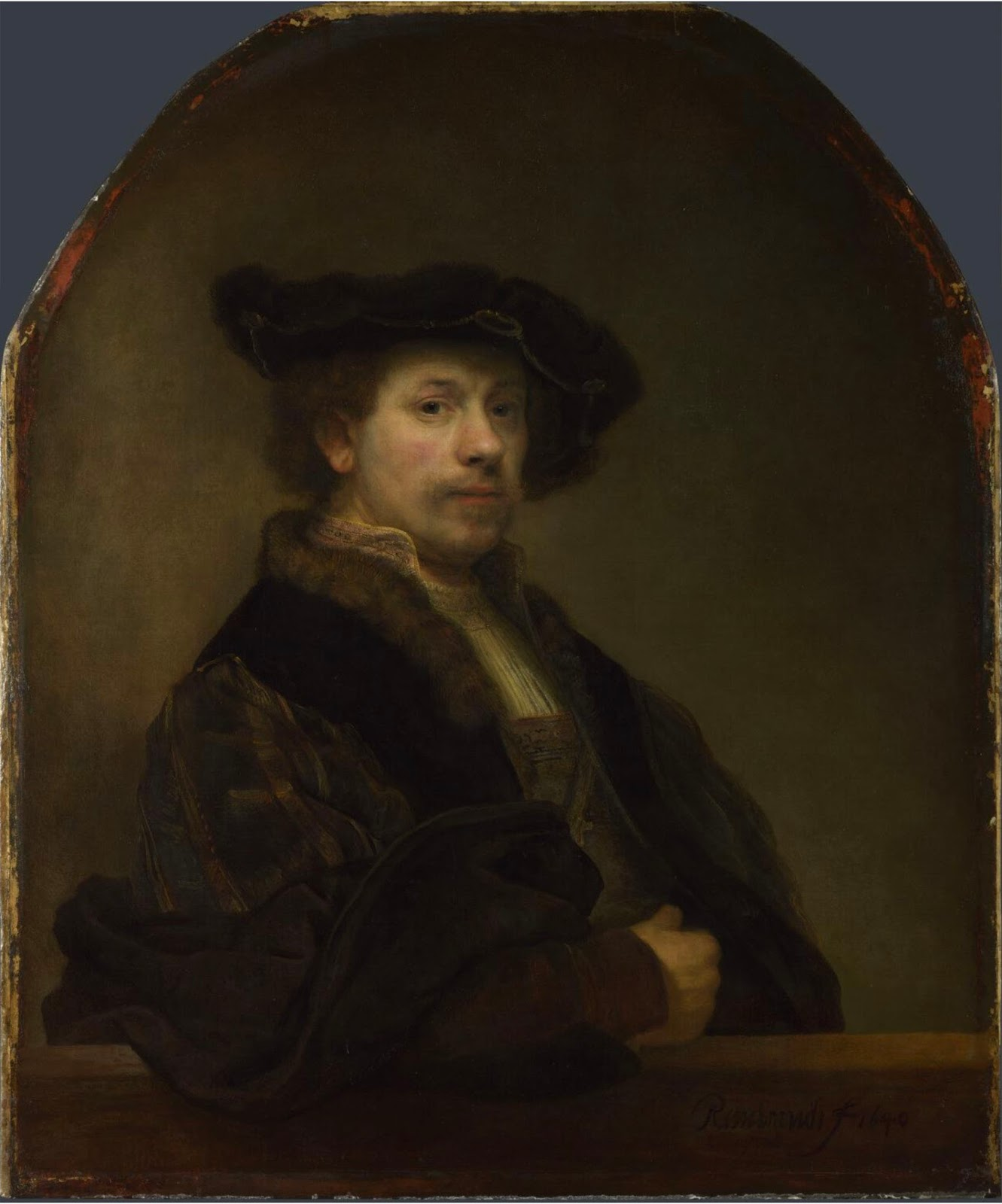
Rembrandt. Autorretrato. 1640. Londres, Galería Nacional.

La pose de Doomer es similar a la de Rembrandt en su autorretrato de 1640 en la National Gallery de Londres y en el autorretrato de Govert Flinck en la Kelvingrove Art Gallery and Museum de Glasgow. La composición también está en línea con un boceto que Rembrandt realizó en 1639 del Retrato de Baltasar Castiglione de Rafael. La pintura es un pendant (pareja) del Retrato de Baertje Martens, su esposa, en el Hermitage de San Petersburgo.

## Atribución y citas
El cuadro está firmado y fechado en la esquina inferior derecha 'Rembrandt / f [ecit] 1640'.

## Origen
Los retratos de Doomer y su esposa probablemente fueron encargados por el propio Doomer. Después de su muerte en 1650, su viuda dejó los retratos en sus testamentos del 15 de julio de 1654, 23 de mayo de 1662 y 3 de septiembre de 1668 a su hijo Lambert. Ella puso como condición que su hijo hiciera copias para sus hermanos por cuenta propia. Parece haber cumplido esta condición, porque hay copias de los retratos en una colección privada inglesa. Lambert Doomer, a su vez, dejó los retratos a su sobrino Herman Voster. En un inventario elaborado después de la muerte de Lambert, los retratos se enumeran como "dos retratos del padre y la madre fallecidos, pintados por Rembrand van Rhijn y prelegados a Hermanus Voster". Voster fue pastor en sucesivamente West-Vlieland, Ammerstol y Schoonhoven y murió en 1726. Para entonces probablemente ya había vendido los retratos, al menos antes de 1725. Se realizó una reproducción impresa del retrato de Herman Doomer en 1725, publicado en Londres, que muestra que la obra 'Ex Museo An: Cousin' o sea procedente de la colección de Anthony Cousein. La colección de Cousein se subastó el 8 de febrero de 1750 en la casa de subastas Langford en Londres, y los retratos se ofrecieron por separado.
En la siguiente subasta de un tal H. Wolters en Ámsterdam en la casa de subastas Croese, la obra se ofreció ya sin su pareja. En 1769 era propiedad de Peregrine Bertie, tercer duque de Ancaster y Kesteven (1714-1778) en Grimsthorpe, Lincolnshire, Inglaterra. Su viuda lo hizo subastar entre el 16 y el 18 de mayo de 1791 por 49 libras y 7 chelines en Christie's de Londres a un tal Tapant. El 25 de enero de 1802 fue visto en la subasta de Hendrick van Eyl Sluyter en la casa de subastas Hip. Delaroche en París como 'Rembrandt (Van Rhyn). Le Portrait de son Doreur ', donde un tal Urique lo compró por 5.005 francos. A mediados del siglo XIX estaba en posesión de Mme. Gentil de Chavagnac en Ginebra. Cuando intentó vender el cuadro en París, al principio no pudo encontrar un comprador, porque el experto Nieuwenhuysen, probablemente Chrétien Nieuwenhuys, creía que la obra era una falsificación. Finalmente lo vendió, al menos antes de 1854, por 16.500 francos a Carlos de Morny en París. Durante su subasta del 31 de mayo al 12 de junio de 1865 fue comprado por 155.000 francos por un tal Salamanca para la viuda de De Morny, Sofia Sergeevna Troebetskaja (1836-1896) en Madrid. Según Wilhelm von Bode, Troebetskaya vendió el cuadro a Mme en 1882 por 250.000 francos. En 1883 fue adquirido por el hijo de Troebetskaya, Auguste de Morny (1859-1920), quien lo vendió en 1884 al marchante de arte William Schaus en Nueva York. Lo vendió en 1889 por entre 70.000 dólares a 100.000 dólares al coleccionista estadounidense Henry Osbourne Havemeyer. Su viuda, Louisine Havemeyer, lo legó al Museo Metropolitano de Arte en 1929.